# Badamia
Badamia este un gen de fluturi din familia Hesperiidae. 

## Specii
- Badamia atrox (Butler, 1877)
- Badamia exclamationis (Fabricius, 1775)